# Frontier(s) – Kennst du deine Schmerzgrenze?

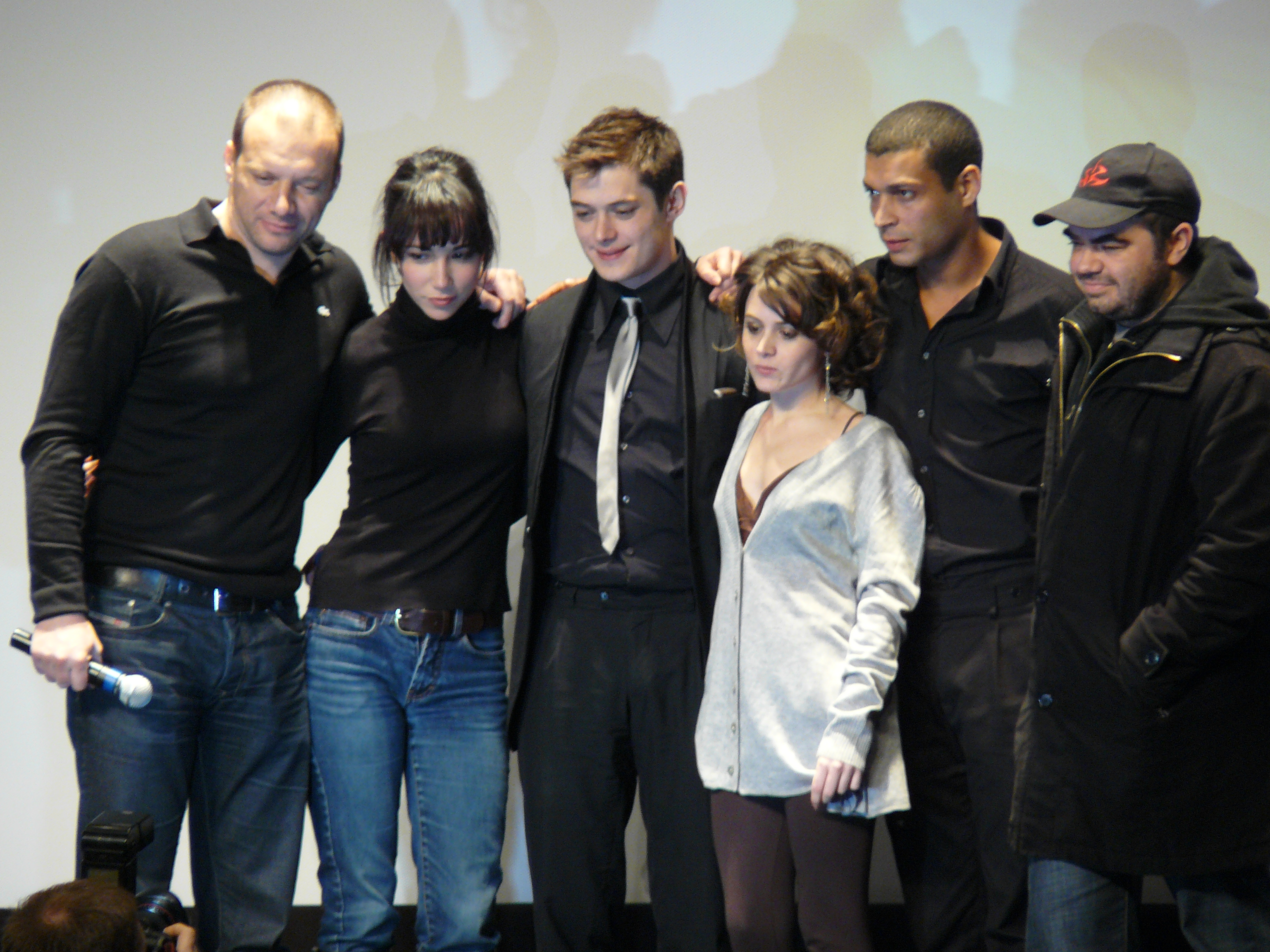
Das Filmteam während des Fantastic'Arts Festivals 2008

Frontier(s) – Kennst du deine Schmerzgrenze? (OT: Frontière(s)) ist ein französischer-schweizerischer Horrorfilm von 2007. Der Backwoods-Horror-Film wurde von Xavier Gens gedreht und steht in der Tradition von Hostel und einer neuen Welle von harten Horrorfilmen aus Frankreich.

## Handlung
In den Banlieues von Paris kommt es zu massiven Ausschreitungen, nachdem eine Wahl zwischen einem konservativen und einem rechtsextremen Kandidaten entschieden wurde. Die Unruhen machen sich Sami, seine Schwester Yasmin, ihr Exfreund Alex, Tom und Farid zunutze, um den großen Coup zu landen. Mit 125.000 Euro machen sich die Kriminellen aus dem Staub. Allerdings wurde Sami lebensgefährlich verletzt, und Yasmin und Alex bringen ihn ins Krankenhaus. Tom und Farid treten derweil die Flucht aufs Land an. Nachdem Sami an seiner Schussverletzung stirbt, folgen Yasmin und Alex Tom und Farid ins Hinterland. Tom und Farid kommen in einem kleinen Hotel unter und vergnügen sich mit den etwas verrückt wirkenden Töchtern des Hauses. Beim Abendessen kommt es zum Eklat mit der degenerierten Familie, als diese die Mutter auf seltsame Weise füttert. Tom und Farid ziehen sich in ihr Zimmer zurück, doch plötzlich taucht Karl, der Sohn der Familie, auf und will ihnen das Geld stehlen. Tom und Farid fliehen, werden aber von der Straße abgedrängt, können sich jedoch schwerverletzt in einer alten Mine verstecken. Währenddessen kommen Yasmin und Alex am Hotel an. Die Familie gibt sich freundlich und lockt die beiden zu einem alten Bergwerk.
Während Yasmin und Alex mit der Familie speisen wollen, kämpfen Farid und Tom um ihr Überleben. Durch einen engen Schacht wollen sie nach oben gelangen, als plötzlich ein Hund die beiden durch den Schacht treibt. Während Farid entkommen kann, wird Tom von einem korpulenten Mann geschnappt und mit den Füßen an zwei Fleischerhaken aufgehängt. Als Alex seinen Freund bei einem Toilettengang zufällig entdeckt, versucht er Yasmin zu warnen, die jedoch die Situation missversteht. Beide werden geschnappt und im Schweinestall angekettet. Hans, der stämmige Mann, lässt unterdessen Tom ausbluten. Alex gelingt es, Yasmin zu befreien, den beiden fehlt aber die Kraft, auch Alex’ Ketten zu lösen. Yasmin flieht, wird aber von Götz zurückgebracht. Der „Vater“ schneidet Alex die Achillessehne durch, damit dieser nicht wieder fliehen kann. Schließlich exekutiert die Familie Alex vor den Augen Yasmins. Farid versucht, Hans und Karl zu überwältigen, wird jedoch in einen Druckofen gesperrt und anschließend erschossen.
Yasmin soll nun in die Familie eingeführt und mit Karl verheiratet werden. Es stellt sich heraus, dass der Vater der Familie ein Altnazi namens Carl von Geisler ist. Die „Familie“ besteht aus degenerierten Anhängern, die er im Sinne der nationalsozialistischen Rassenlehre erziehen will. In den Minen halten sich die inzestuösen Kinder von Eva, einer geistig behinderten Frau, auf. Die „Familie“ selbst ernährt sich von Menschenfleisch. Beim Abendessen gelingt es Yasmin, zu entkommen. Der „Vater“ und Hans sterben. Die übrigen Familienmitglieder jagen hinter Yasmin her, der es jedoch gelingt, sich ihrer Verfolger zu erwehren. Sie kann ihre Häscher einen nach dem anderen töten und erhält zum Schluss noch Hilfe von Eva, die sich um ihre Kinder kümmern möchte. Blutüberströmt gelangt Yasmin schließlich in eine Polizeikontrolle.

## Hintergrund
Für Regisseur Xavier Gens war Frontier(s) sein Regiedebüt auf Spielfilmlänge. Der Film sicherte Xavier Gens die Regie bei Hitman – Jeder stirbt alleine, der noch im gleichen Jahr realisiert wurde. Der Film entstand aus der Idee heraus einen politischen Film mit der Ästhetik der Terror-Filme der 1970er und 1980er Jahre zu verbinden. Der Film ist stark von US-amerikanischen Backwoods-Slasherfilmen wie Blutgericht in Texas und dessen Remake Michael Bay’s Texas Chainsaw Massacre beeinflusst. Obwohl die harten Gewalteffekte an US-amerikanische Filme wie  Hostel und Saw erinnern, gibt Gens an, nicht von diesen Filmen beeinflusst worden zu sein, da er das Drehbuch bereits 2002 fertiggestellt habe.

## Veröffentlichung
Nachdem der Film im deutschsprachigen Raum auf den „Fantasy Filmfest Nights“ seine Premiere feierte, musste die Leih-DVD (JK-Freigabe) um rund 4 Minuten geschnitten werden, die Kauf-DVD (FSK keine Jugendfreigabe) sogar um 8 Minuten.
Kurioserweise existiert auf dem deutschen Markt seit 2010 eine Blu-Ray mit „FSK ab 18“-Freigabe, die bloß um rund zweieinhalb Minuten gekürzt wurde. Vermutlich handelt es sich dabei um eine Fehlpressung.
In Österreich wurde 2008 die ungeschnittene Version des Films auf DVD veröffentlicht. Im Januar 2011 erschien sie als Limited Edition auf Blu-ray in einer Mediabook-Verpackung.
Die um 3 Minuten geschnittene SPIO/JK Version des Films wurde im Februar 2009 auf Liste A indiziert.

## Rezeption
Frontier(s) ist ein Film auf der harten französischen Horrorfilmwelle um High Tension, Martyrs und Inside. Die Kritiken waren mittelmäßig bis gut.

„Frontière(s) ist im Grunde seines Herzens nichts anderes als ein Texas Chainsaw Massacre-Remake, gewürzt mit einem Schuss The Descent und abgeschmeckt mit einer Prise High Tension. Xavier Gens zieht seinen Plot aber mit soviel Esprit und Verve durch, dass man sich gerne und bereitwillig einwickeln lässt. Der Regisseur drückt in seinem Debüt von Minute eins an aufs Gaspedal und verblüfft trotz der allseits bekannten Geschichte immer wieder mit knusprigen Nettigkeiten.“

„Der ungemein harte Horrorfilm folgt dem Trend in der aktuellen französischen Genre-Tradition und kopiert etliche Vorbilder, zugegebenermaßen durchaus mit Gespür für eine eigenständige Atmosphäre.“